# Bischoffsheim
Pour les articles homonymes, voir Bischoffsheim (homonymie).
Bischoffsheim (prononcé [biʃofsaim]  ; en alsacien : Bísche ou Bísche am Bàri pour la distinguer de Bischheim qui se dit aussi Bísche) qui signifie maison ou village de l'évêque en allemand, est une commune française située dans la circonscription administrative du Bas-Rhin et, depuis le 1er janvier 2021, dans le territoire de la Collectivité européenne d'Alsace, en région Grand Est.
Cette commune se trouve dans la région historique et culturelle d'Alsace. Elle est jumelée avec la commune de Ploubazlanec située en Bretagne dans les Côtes-d'Armor.

## Géographie

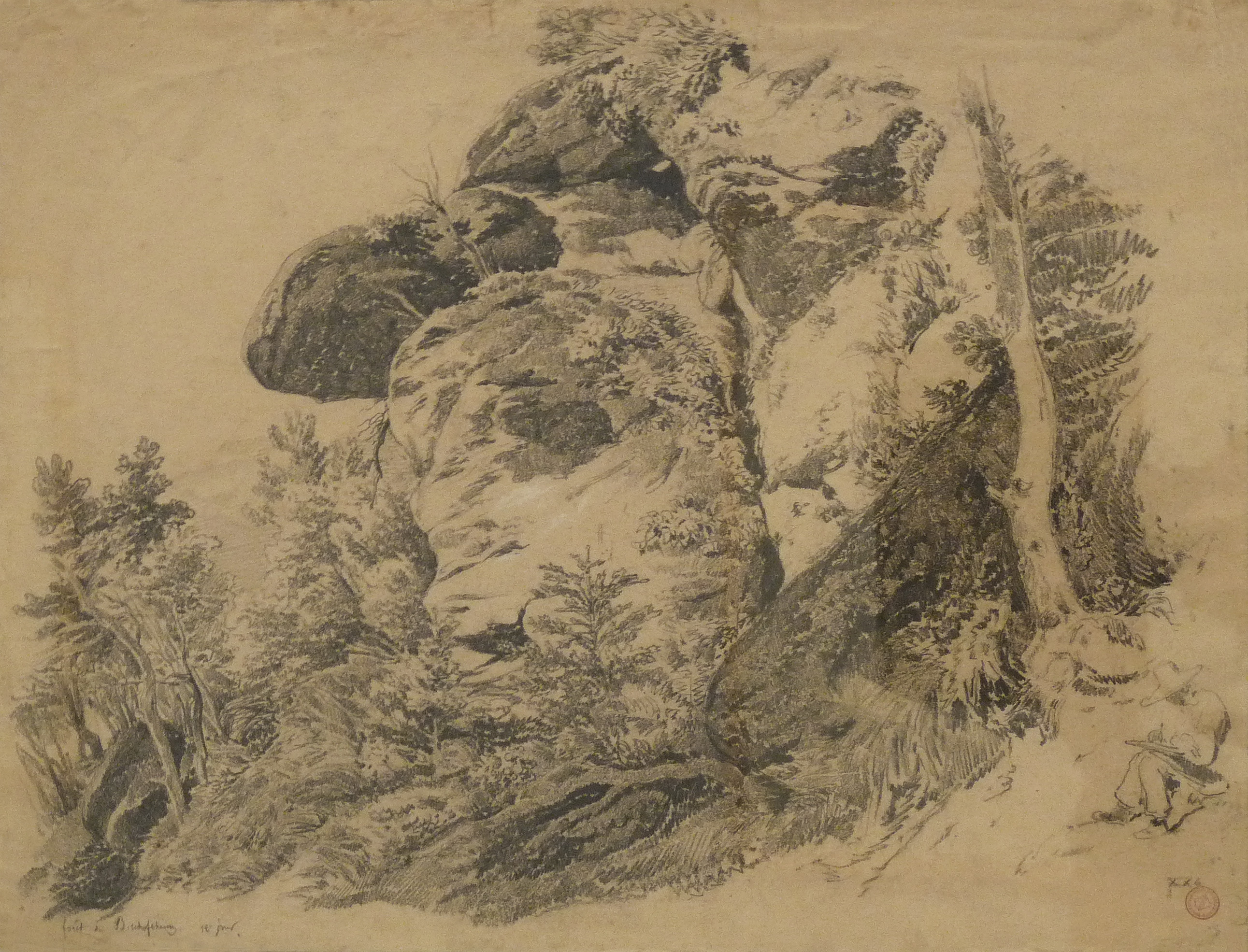
Forêt de Bischoffsheim, dessin de Gustave Brion, 1844.

Communément appelé Bischen-am-Berg, le village de Bischoffsheim fait partie du canton de Rosheim et de l'arrondissement de Molsheim. Il est situé au pied de la colline dite du Bischenberg (363 mètres d'altitude), sur la route reliant Rosheim à Obernai. Bischoffsheim se situe la Route des Vins d'Alsace. 

### Cours d'eau
- L'Ehn
- Ruisseau sans nom au lieu-dit Lach, canalisé
- Plan d'eau au lieu-dit les Acacias

### Lieux-dits et écarts
- Bischenberg
- Kilbs-Im-Thal

### Communes limitrophes
| Rosheim | Griesheim-près-Molsheim | Innenheim Blaesheim |
| Boersch | Bischoffheim            | Hindisheim          |
|         | Obernai                 | Krautergersheim     |

N.B. Innenheim  est séparée du reste de la communauté de communes du Pays de Sainte-Odile par Bischoffsheim.

### Hydrographie

#### Réseau hydrographique
La commune est dans le bassin versant du Rhin au sein du bassin Rhin-Meuse. Elle est drainée par le ruisseau l'Ehn, le ruisseau le Vieil Ergelsenbach, le canal de l'Ehn, le ruisseau le Landgraben et le ruisseau Neumattgraben,.
L'Ehn, d'une longueur de 36 km, prend sa source dans la commune de Ottrott et se jette  dans l'Ill à Geispolsheim, après avoir traversé dix communes. 
Le Vieil Ergelsenbach, d'une longueur de 13 km, prend sa source dans la commune de Meistratzheim et se jette  dans l'Ehn à Geispolsheim, après avoir traversé huit communes. 

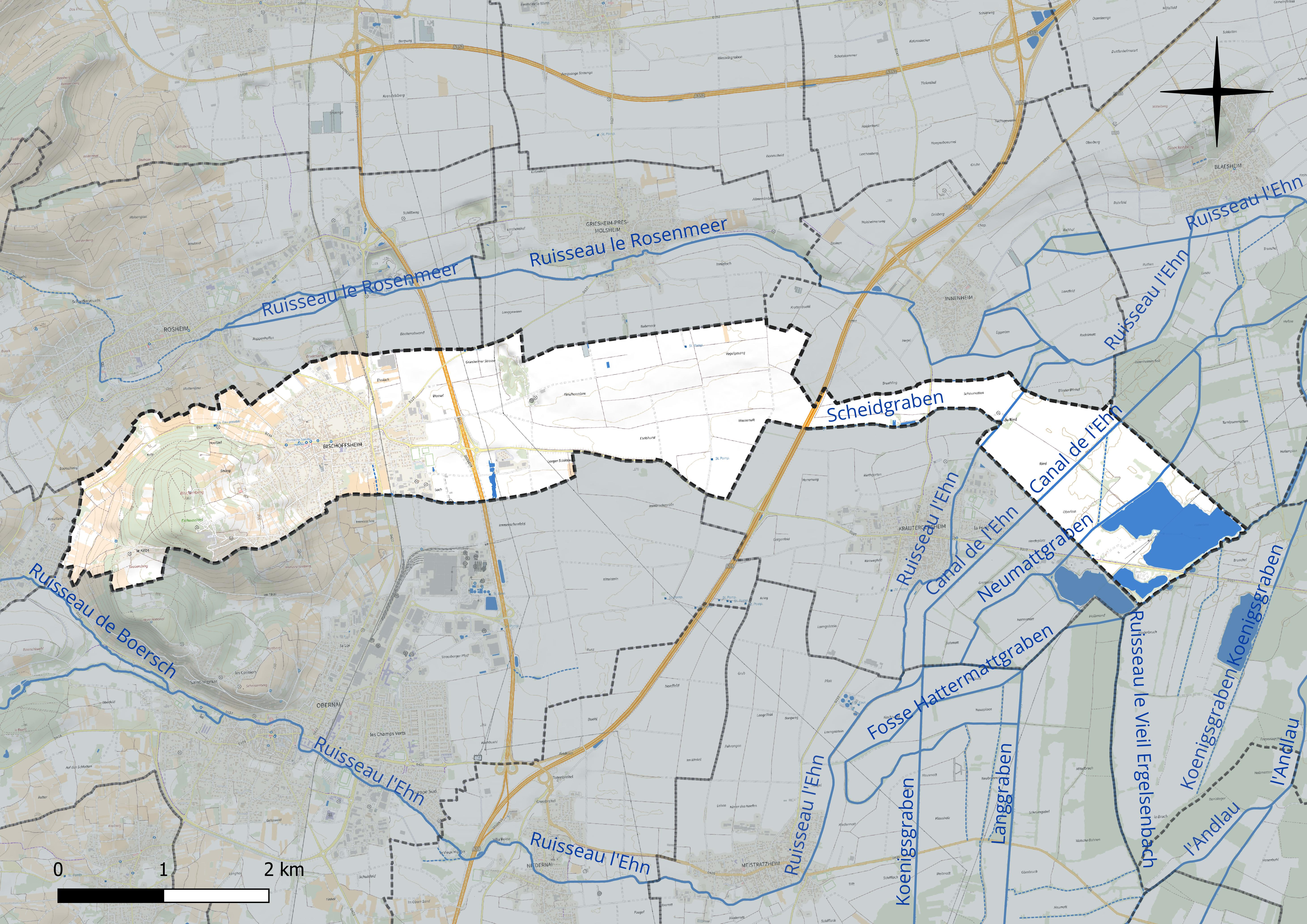
Réseau hydrographique de Bischoffsheim.

#### Gestion et qualité des eaux
Le territoire communal est couvert par le schéma d'aménagement et de gestion des eaux (SAGE) « Ill Nappe Rhin ». Ce document de planification concerne la nappe phréatique rhénane, les cours d'eau de la plaine d'Alsace et du piémont oriental du Sundgau, les canaux situés entre l'Ill et le Rhin et les zones humides de la plaine d'Alsace. Il s’étend sur 3 596 km2. Il a été approuvé le 17 janvier 2005. La structure porteuse de l'élaboration et de la mise en œuvre est la région Grand Est. 
La qualité des cours d’eau peut être consultée sur un site dédié géré par les agences de l’eau et l’Agence française pour la biodiversité. 

### Climat
Pour des articles plus généraux, voir Climat du Grand Est et Climat du Bas-Rhin.
En 2010, le climat de la commune est de type climat des marges montargnardes, selon une étude du Centre national de la recherche scientifique s'appuyant sur une série de données couvrant la période 1971-2000. En 2020, Météo-France publie une typologie des climats de la France métropolitaine dans laquelle la commune est exposée à un climat semi-continental et est dans la région climatique  Vosges, caractérisée par une pluviométrie très élevée (1 500 à 2 000 mm/an) en toutes saisons et un hiver rude (moins de 1 °C). 
Pour la période 1971-2000, la température annuelle moyenne est de 10,4 °C, avec une amplitude thermique annuelle de 17,5 °C. Le cumul annuel moyen de précipitations est de 736 mm, avec 8,8 jours de précipitations en janvier et 10,2 jours en juillet. Pour la période 1991-2020, la température moyenne annuelle observée sur la station météorologique de Météo-France la plus proche, « Strasbourg-Entzheim », sur la commune d'Entzheim à 12 km à vol d'oiseau, est de 11,4 °C et le cumul annuel moyen de précipitations est de 635,7 mm. 
La température maximale relevée sur cette station est de 38,9 °C, atteinte le 25 juillet 2019 ; la température minimale est de −23,6 °C, atteinte le 23 janvier 1942,,. 
Les paramètres climatiques de la commune ont été estimés pour le milieu du siècle (2041-2070) selon différents scénarios d'émission de gaz à effet de serre à partir des nouvelles projections climatiques de référence DRIAS-2020. Ils sont consultables sur un site dédié publié par Météo-France en novembre 2022.

## Urbanisme

### Typologie
Au 1er janvier 2024, Bischoffsheim est catégorisée ceinture urbaine, selon la nouvelle grille communale de densité à sept niveaux définie par l'Insee en 2022.
Elle appartient à l'unité urbaine de Rosheim, une agglomération intra-départementale regroupant deux  communes, dont elle est une commune de la banlieue,,. Par ailleurs la commune fait partie de l'aire d'attraction de Strasbourg (partie française), dont elle est une commune de la couronne,. Cette aire, qui regroupe 268 communes, est catégorisée dans les aires de 700 000 habitants ou plus (hors Paris),.

### Occupation des sols
L'occupation des sols de la commune, telle qu'elle ressort de la base de données européenne d’occupation biophysique des sols Corine Land Cover (CLC), est marquée par l'importance des territoires agricoles (72,5 % en 2018), en diminution par rapport à 1990 (76,9 %). La répartition détaillée en 2018 est la suivante : 
terres arables (49,9 %), zones urbanisées (12,9 %), cultures permanentes (12 %), zones agricoles hétérogènes (9,4 %), forêts (7,3 %), eaux continentales (5,5 %), mines, décharges et chantiers (1,8 %), prairies (1,3 %). L'évolution de l’occupation des sols de la commune et de ses infrastructures peut être observée sur les différentes représentations cartographiques du territoire : la carte de Cassini (XVIIIe siècle), la carte d'état-major (1820-1866) et les cartes ou photos aériennes de l'IGN pour la période actuelle (1950 à aujourd'hui).

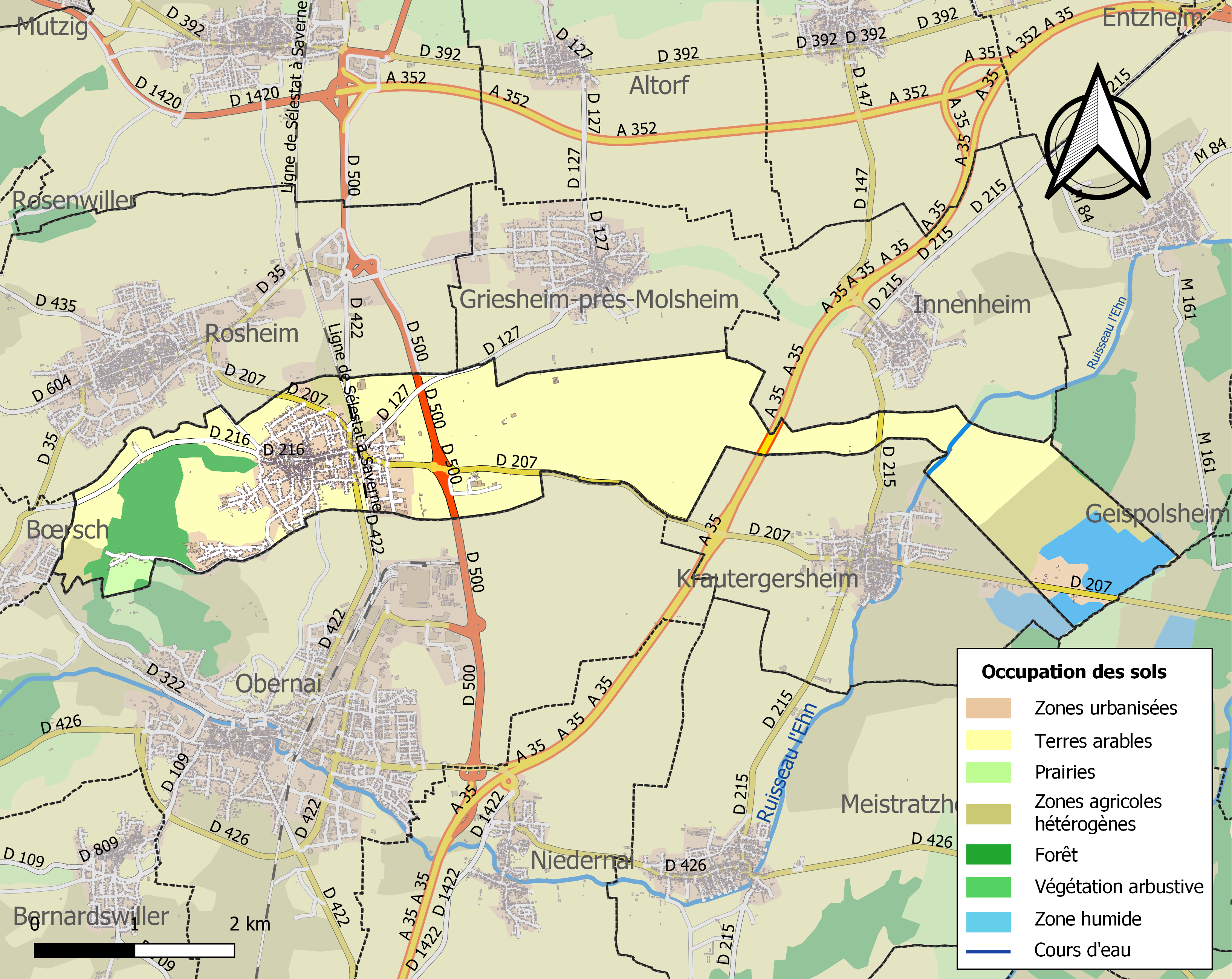
Carte des infrastructures et de l'occupation des sols de la commune en 2018 (CLC).

### Voies de communication
- D 500 (2 × 2 voies) de Dorlisheim à Niedernai ;
- D 422 (ex-N 422) de Wangen à Sélestat ;
- D 207 de Rosheim à Hipsheim ;
- D 216 de Bischoffsheim à Bœrsch ;
- D 217 de Bischoffsheim à Avolsheim.
- Ligne Strasbourg - Molsheim - Sélestat desservant l'arrêt de Bischoffsheim.
- Véloroute du vignoble d'Alsace (EuroVelo 5).

## Toponymie
- Biscofesheim, 530.

## Histoire
Au cours de travaux effectués sur le territoire de la commune, de nombreuses découvertes ont été faites au fil des années. Elles attestent la présence de l’homme sur le site de Bischoffsheim depuis la préhistoire (Néolithique rubané 5 à 6000 av. J.-C.). Les différents vestiges et trouvailles recensés prouvent que ce site avait à l’époque romaine déjà de l’importance. Il abritait probablement un camp militaire romain. Passé sous la domination des Alamans puis des Mérovingiens, la localité est ensuite donnée à l'évêque de Strasbourg, qui y tient une cour épiscopale mentionnée dès 1070. Le nom de la commune signifie « village de l'évêque », et c'est de là que vient son blason. Bischoffsheim fut comme Bischheim-au-Saum, donné par Clovis à saint Rémy qui en disposa au profit de son église. Bischoffsheim fut à plusieurs reprises dévastée au cours des siècles, notamment lors de la Guerre des paysans et de la Guerre de Trente Ans.
Bischoffsheim avait autrefois deux châteaux, l'Oberschloss et le Niederschloss : le premier fut vendu pendant la Révolution et démoli, le second est bien conservé et forme, avec ses dépendances une vaste et belle propriété.
Sur le Bischerberg, une image de la Vierge douloureuse attirait depuis fort longtemps un grand pèlerinage, lorsque Jean de Manderscheid, évêque de Strasbourg, y fit construire une église en 1590. En 1663, un couvent de franciscains fut édifié au Bischenberg, la Révolution dispersa les religieux et l'église fut délaissée. En 1825 les pères liguoriens s'établirent dans le monastère abandonné et depuis lors le pèlerinage a retrouvé son antique splendeur.
Au XVIIIe siècle, les communes copropriétaires en indivision du Ried et de la forêt règlent leurs litiges et se partagent les terres. Après les guerres de la Révolution et de l'Empire, Bischoffsheim retrouve sa vocation agricole. L'orge, l'avoine, le blé et la pomme de terre y sont cultivés. Le village est alors réputé pour sa production de fruits, de cerises surtout. La viticulture est également très présente dans le village, ainsi que l'élevage. À la fin du XXe siècle la commune subi un important exode rural au point de ne plus compter que dix agriculteurs et viticulteurs. À présent la commune s'investit dans l'implantation de zones d'activité artisanale et de développement de quartiers résidentiels pour une population qui se déplace dans les grandes agglomérations.

### Héraldique
| Blason de Bischoffsheim | Blason  | De gueules à deux crosses d'or en sautoir, liées du même.  |
| Blason de Bischoffsheim | Détails | Armes parlantes (Bischof signifie « évêque » en allemand). |

## Démographie
L'évolution du nombre d'habitants est connue à travers les recensements de la population effectués dans la commune depuis 1793. Pour les communes de moins de 10 000 habitants, une enquête de recensement portant sur toute la population est réalisée tous les cinq ans, les populations de référence des années intermédiaires étant quant à elles estimées par interpolation ou extrapolation. Pour la commune, le premier recensement exhaustif entrant dans le cadre du nouveau dispositif a été réalisé en 2004.

En 2022, la commune comptait 3 360 habitants, en évolution de +0,84 % par rapport à 2016 (Bas-Rhin : +3,17 %, France hors Mayotte : +2,11 %).
| 1793  | 1800  | 1806  | 1821  | 1831  | 1836  | 1841  | 1846  | 1851  |
| ----- | ----- | ----- | ----- | ----- | ----- | ----- | ----- | ----- |
| 1 474 | 1 406 | 1 561 | 1 470 | 1 678 | 1 687 | 1 684 | 1 825 | 1 875 |

| 1856  | 1861  | 1866  | 1871  | 1875  | 1880  | 1885  | 1890  | 1895  |
| ----- | ----- | ----- | ----- | ----- | ----- | ----- | ----- | ----- |
| 1 949 | 1 883 | 1 874 | 1 910 | 1 839 | 1 849 | 1 800 | 1 648 | 1 574 |

| 1900  | 1905  | 1910  | 1921  | 1926  | 1931  | 1936  | 1946  | 1954  |
| ----- | ----- | ----- | ----- | ----- | ----- | ----- | ----- | ----- |
| 1 573 | 1 486 | 1 488 | 1 426 | 1 383 | 1 414 | 1 420 | 1 356 | 1 333 |

| 1962  | 1968  | 1975  | 1982  | 1990  | 1999  | 2004  | 2006  | 2009  |
| ----- | ----- | ----- | ----- | ----- | ----- | ----- | ----- | ----- |
| 1 477 | 1 495 | 1 819 | 2 075 | 2 176 | 2 768 | 3 064 | 3 079 | 3 264 |

| 2014  | 2019  | 2022  | - | - | - | - | - | - |
| ----- | ----- | ----- | - | - | - | - | - | - |
| 3 347 | 3 329 | 3 360 | - | - | - | - | - | - |

- population provisoire pour 2004 : 3 064
- population municipale en 2006 : 3 141

## Patrimoine religieux

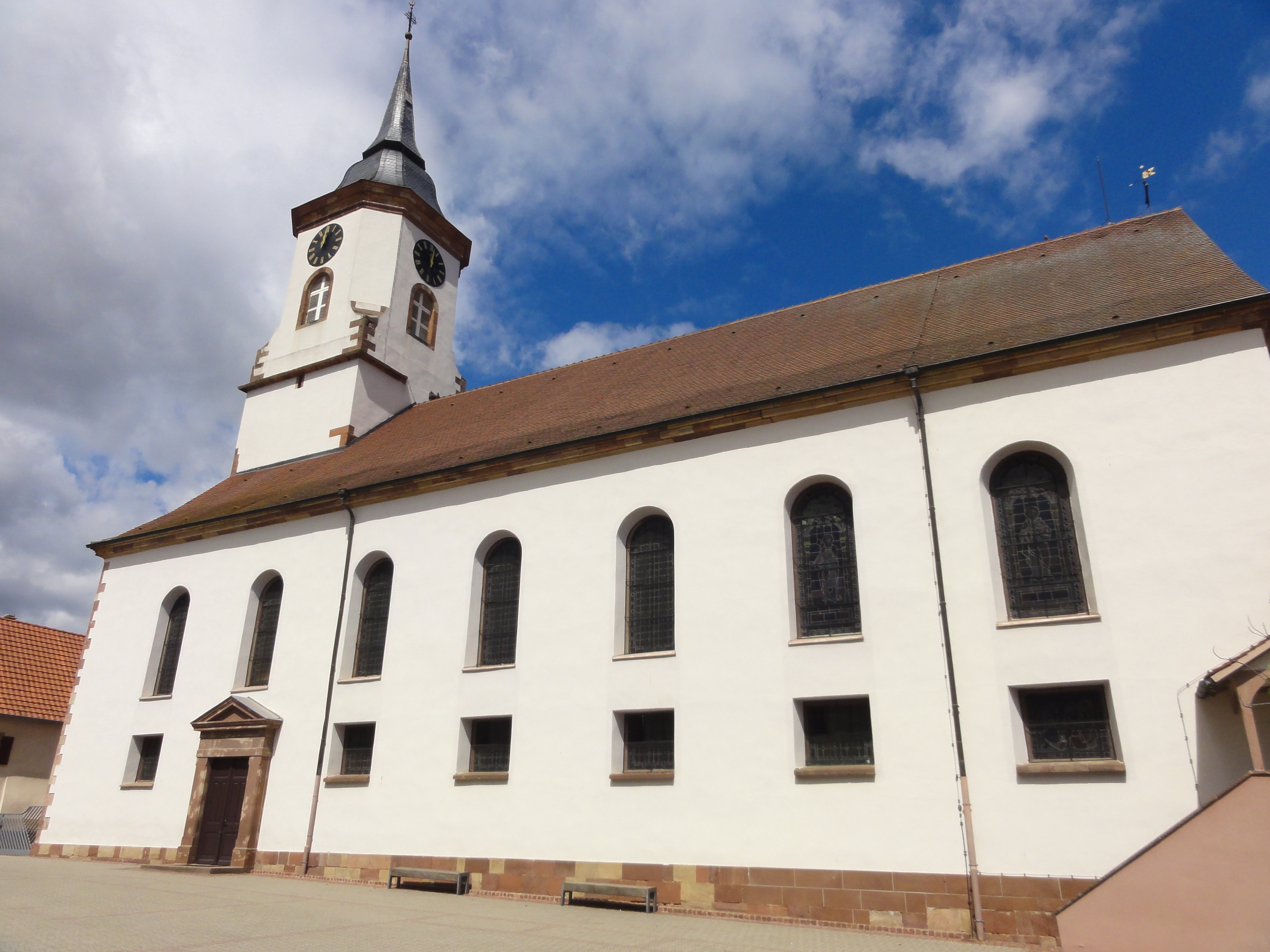
Église Sainte-Aurélie.

La première église Sainte-Aurélie date du XIIe siècle et est dédiée à saint Martin. Elle est frappée par la foudre en 1751 et on dut la démolir. Il n'en subsiste que le portail principal, quelques pans de mur et les fondations sur lesquelles un nouvel édifice est construit à partir de 1762. Le clocher est élevé en 1823 et le chevet polygonal ancien est remplacé par une abside semi-circulaire en 1835. La tour conserve l'une des plus anciennes cloches d'Alsace qui remonte à 1425 ; c'est la plus ancienne cloche d'Alsace sonnant encore à la volée, un mécanisme d'horloge à poids réalisé par Schwilgué en 1844 exposé à la mairie, ainsi que les stucs des autels latéraux et la chaire. L'orgue Stiehr & Mockers, installée en 1848, est classée à l'inventaire des monuments historiques depuis le 23 novembre 1972.
Le couvent du Bischenberg s’élève sur la colline qui domine le village. C’est un pèlerinage à la Vierge Marie, sa chapelle est dédiée à Notre-Dame-des-Sept-Douleurs. Le plus ancien écrit identifié faisant état d’une chapelle à cet endroit date de 1505.

## Patrimoine civil
- Mairie
- Remparts (1340)
- Oberschloss (1557)
- Unterchloss (XVIIe siècle)
- Forge du XVIIIe siècle en pan de bois
- Tombe du baron François Antoine Kirmann (1850)
- Fontaine du Lion (1550)
- Monument aux morts de la guerre de Crimée (XIXe siècle)
- Voilier « Le Ploubisch », cadeau de jumelage

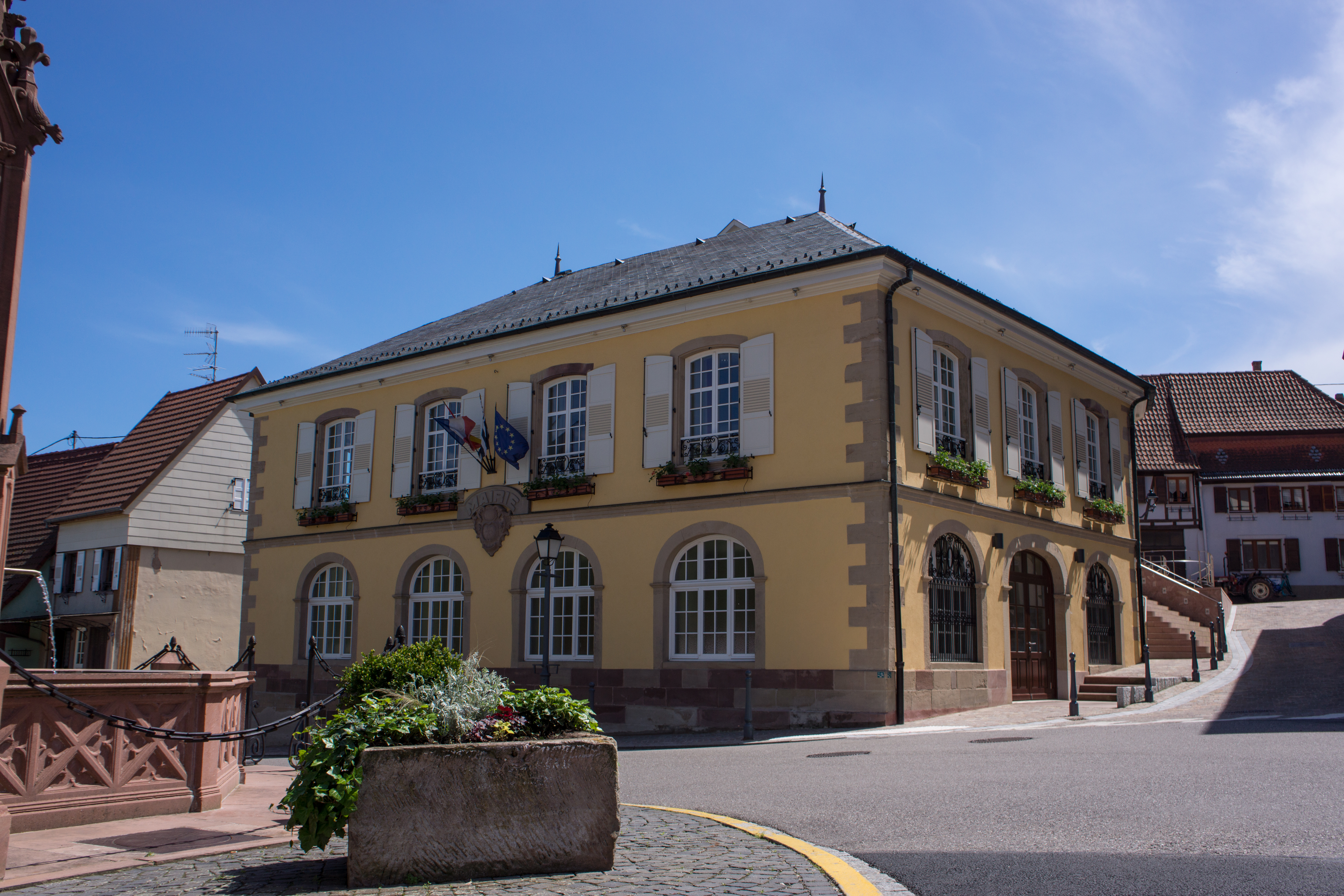
Mairie de Bischoffsheim.
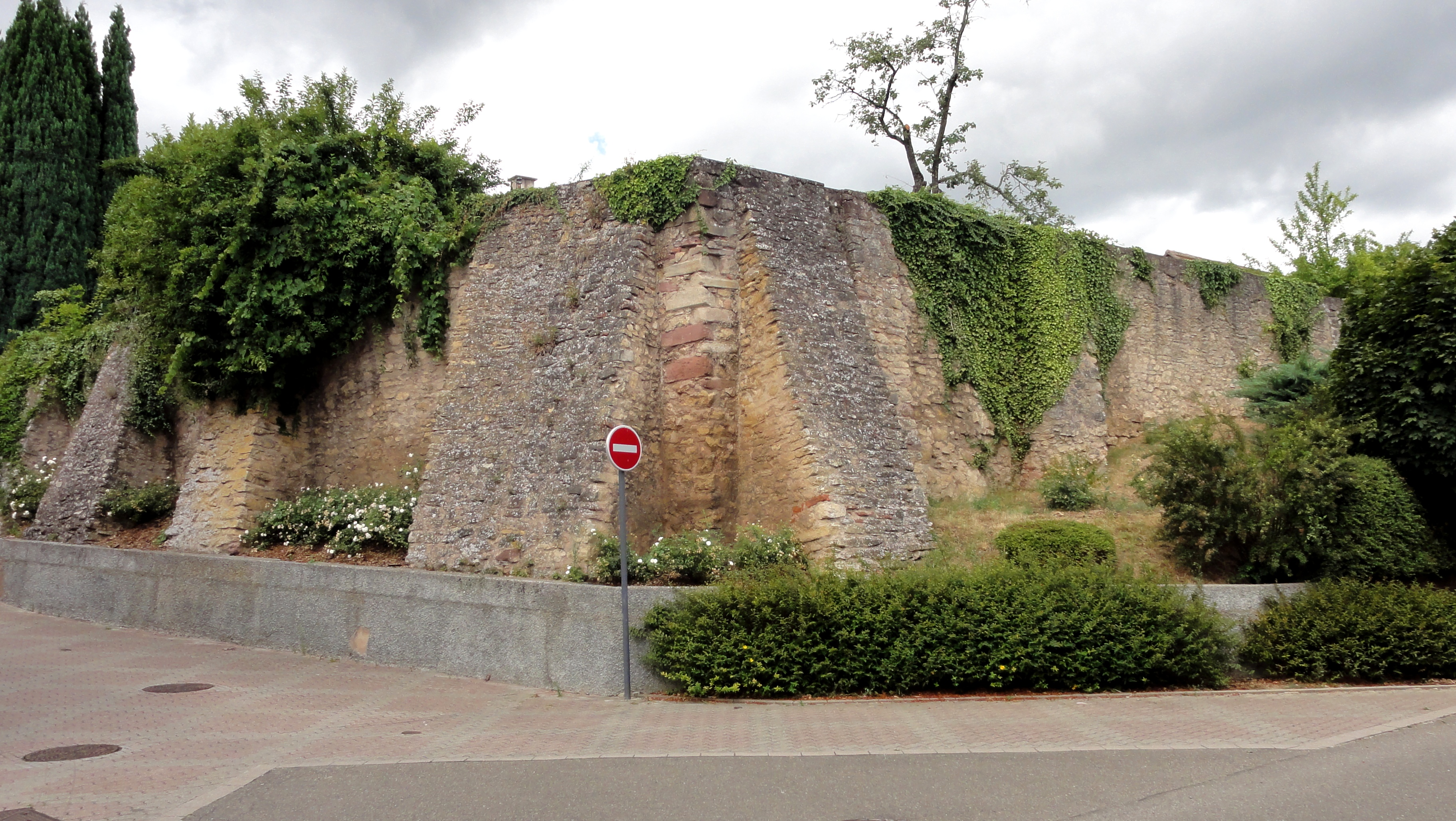
Vestiges de l'ancien château-fort dit Oberschloss (XVe-XVIe).
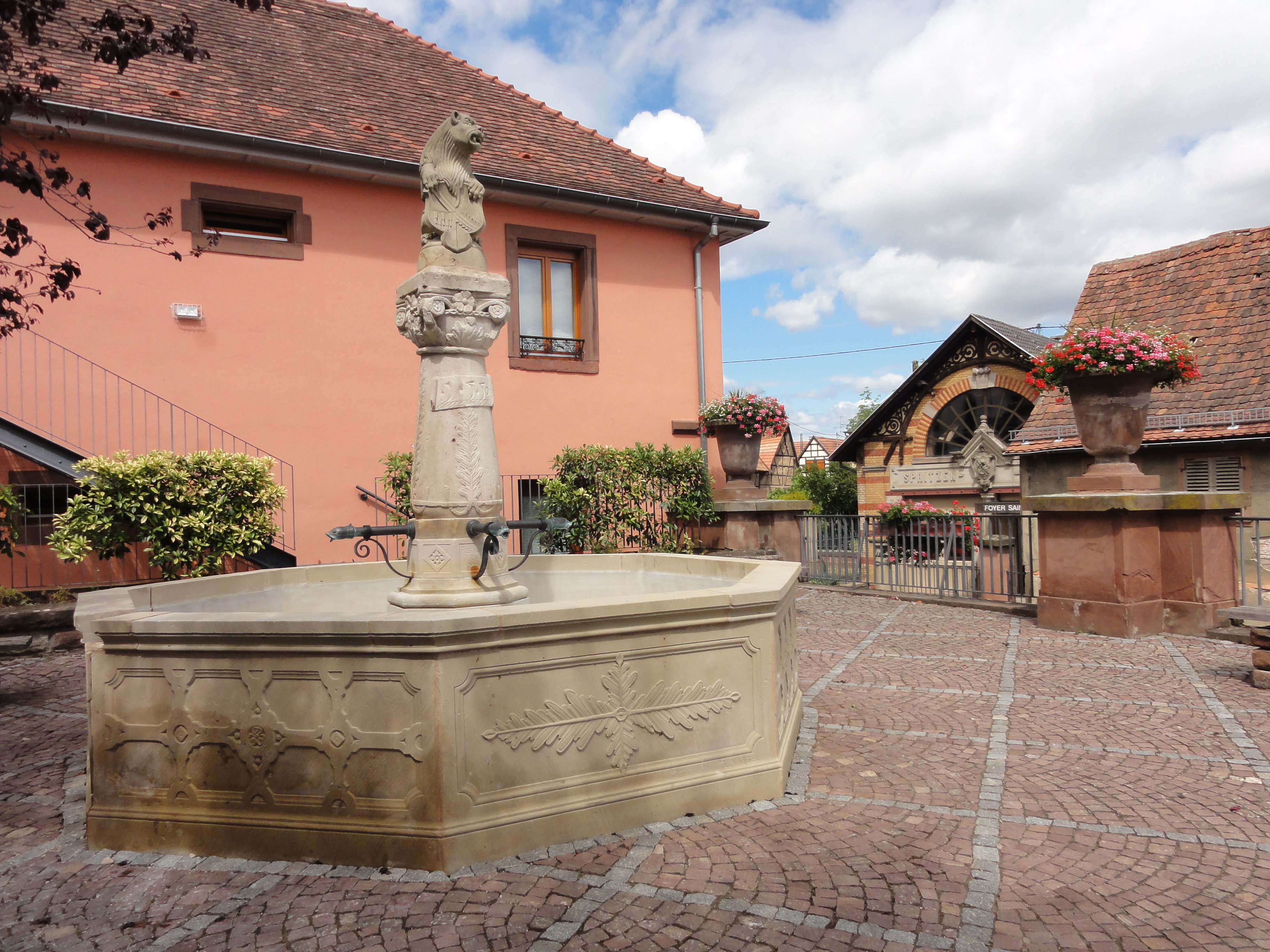
Fontaine au lion.

## Patrimoine naturel
La forêt du Bischenberg, sur la colline du même nom, n'est plus exploitée depuis 2018, à la fois pour des raisons économiques et écologiques. Depuis 2020, la commune a obtenu le label "Territoire engagé pour la nature". Une partie de la forêt communale fait partie de la réserve naturelle régionale des collines sèches du Bischenberg, de l'Immerschenberg et du Holiesel. 

### Personnages liés à la commune
- François Antoine Kirmann : né en 1763 à Bischoffsheim d'une famille de vignerons. Il partit en 1785 comme simple hussard, et devint chef d'escadron. Il se distingua dans toutes les guerres de la République et de l'Empire, par son intrépidité et sa conduite chevaleresque. Il fut mis à la retraite lors de la Seconde Restauration et mourut en 1850. Il fut inhumé dans le cimetière de la ville. Il fut maire de Rosheim entre 1819 et 1829.
- Alphonse Kirmann (1887-1955), missionnaire de la Société des missions africaines, évêque en Côte d'Ivoire.
- Henri Derringer, résistant et officier de carrière français d'origine allemande, y est mort.